# ؿ
Yāʾ persan trois points suscrits ‹ ؿ › est une lettre additionnelle de l’alphabet arabe anciennement utilisée dans l’écriture du persan et utilisée en haoussa ou mandinka écrit avec l’adjami. Elle est composée d’un yāʾ persan ‹ ی › diacrité de trois points suscrits.

## Utilisation
Comme yāʾ persan deux points suscrits ‹ ؾ ›, ‹ ؿ › est utilisé en persan au Moyen Âge par certains scribes pour transcrire des variantes phonémiques du yāʾ persan ‹ ی › indiquant des suffixes différents ou par d’autres scribes pour transcrire différentes intonations.
En haoussa, yāʾ persan trois points suscrits ‹ ؿ › représente un coup de glotte palatalisé [ʔʲ], transcrit ‹ ƴ › ou ‹ ’y › avec l’alphabet latin.
En mandinka, ‹ ؿ › représente une consonne nasale palatale voisée [ɲ] comme en wolofal, qui lui utilise plus souvent le ‹ جۛ ›.